# Konklave von Avignon 1423
Das Konklave von 1423 war die Versammlung der Kardinäle der avignonesischen Oberservanz, das nach dem Tod des Gegenpapstes Benedikt XIII. stattfand und mit der Wahl des Gegenpapstes Clemens VIII. endete. Die Wahl fand in Peñíscola statt, dem letzten Aufenthaltsort des verstorbenen Papstes.
Da Benedikt XIII. alle Kardinäle verloren hatte, zum Teil durch Tod, zum Teil, da sie ihn verlassen hatten, ernannte er am 22. Mai 1423, einen Tag vor seinem eigenen Tod, vier Kardinäle, um seine Nachfolge zu sichern:
- Julián Lobera y Valtierra († 1435), Administrator von Tarragona
- Ximeno Daha, Auditor der päpstlichen Kammer
- Dominique de Bonnefoy, O.Cart., Prior der Cartoixa de Santa María de Montalegre in Tiana
- Jean Carrier, Kaplan des Grafen Jean d’Armagnac, Archidiakon von Rodez

Lobera, Daha und Bonnefoy wählten Gil Sanchez Muñoz zum neuen Papst, er nahm den Namen Clemens VIII. an. Jean Carrier, der an der Wahl nicht teilnehmen konnte, weil er in Südfrankreich festsaß, ernannte am 12. November 1425 Bernard Garnier als Benedikt XIV. zum Gegenpapst zu Clemens VIII.

## Quelle
- The Cardinals of the Holy Roman Church, Conclaves of the 15th Century (1404–1492) (online, abgerufen am 13. März 2021)